# گروه پنگوئن
گروه پنگوئن (به انگلیسی: Penguin Group) نام یک موسسه انتشارات کتاب می‌باشد که دفتر مرکزی آن در شهر وست‌مینستر، لندن واقع است. شاخهٔ انگلستان این گروه، کتاب‌های پنگوئن است و شاخهٔ آمریکای این انتشارات با نام گروه پنگوئن به ثبت رسیده است.
در اکتبر ۲۰۱۲ شرکت پیرسون (مالک گروه پنگوئن و فایننشیال تایمز) و شرکت برتلسمان (مالک رندوم هاوس) اعلام کردند به توافقی دست پیدا کرده‌اند که به موجب آن، دو گروه انتشاراتی پنگوئن و رندوم هاوس با یکدیگر ادغام خواهند شد و این دو شرکت ناشر در قالب یک مجموعه واحد، زیر نام «پنگوئن رندوم هاوس» اداره خواهد شد. برتلزمان ۵۳ درصد از سهم شرکت جدید و پیرسون ۴۷ درصد از آن را در اختیار خواهند داشت.